# Die Blauen Ratgeber
Die Blauen Ratgeber sind eine Publikations-Reihe der Deutschen Krebshilfe über einzelne Krebsarten und deren Bekämpfung. Seit dem Jahr 2012 erscheinen die in verständlicher Form verfassten Fachbroschüren in Zusammenarbeit mit der Deutschen Krebsgesellschaft (DKG) Berlin. Die mit einem blauen Umschlag versehenen Broschüren werden im Rahmen der Information über und Prävention vor der Volkskrankheit Krebs kostenlos abgegeben. Die Broschüren werden jährlich dem neuesten Stand der Krebsbekämpfung angepasst. Sie geben Antworten auf medizinisch drängende Fragen und zeigen Perspektiven auf für ein Leben mit und nach Krebs.

## Geschichte
Die umfangreiche Information der Bürger über die Gefahren von Krebserkrankungen gehörte bereits zum Konzept der Deutschen Krebshilfe bei der Gründung am 25. September 1974 durch die Röntgenärztin Mildred Scheel (1932–1985). Die Frau des damaligen Bundespräsidenten wollte den „umfassend informierten Patienten, der problembewusst auch mit dem Arzt über eine Krebserkrankung frei sprechen“ konnte. So zeichnete sich die Deutsche Krebshilfe als größte Bürgerinitiative gegen den Krebs in Europa, auch durch ihre führende Aufklärungsarbeit und die Förderung der Krebsforschung mit Spenden der Bürger aus.

## Finanzierung und Gestaltung
Die Finanzierung und Gestaltung der Ratgeber erfolgt durch die Krebshilfe aus privaten Spenden. Es ist ein Grundsatz der Hilfsorganisation, keine Spenden der Pharmaindustrie und ähnlicher Stellen anzunehmen, um in ihrer Aufklärungsarbeit von jeglichen Interessengruppen unabhängig zu bleiben.

## Die Autoren
Die medizinische Beratung bei der Herausgabe der Reihe erfolgt durch onkologische Spezialisten aus den verschiedensten Fachdisziplinen. Die Experten werden über die Deutsche Krebshilfe und die Deutsche Krebsgesellschaft rekrutiert. Bis zum Jahr 2012 wurden Die Blauen Ratgeber zu 34 verschiedenen Krebsarten aufgelegt. Die Texte werden regelmäßig aktualisiert und sind in leicht verständlichem Deutsch geschrieben. Sie bieten zudem wichtige Sachinformationen für Bundesregierung, Politiker, Bundestag und Länderparlamente. Einzelthemen der Ratgeber sind u. a. Brustkrebs, Gebärmutterkrebs, Hodenkrebs, Hautkrebs. Der Blaue Ratgeber Nr. 1 mit dem Titel „Ihr Krebsrisiko“ gibt eine generelle Einführung über die Hauptkrebsarten. Er befasst sich ferner mit dem Ziel, die Erkrankung zu bewältigen. Für Schulen und Arztpraxen gibt es außerdem Faltblätter zur Krebsvorbeugung.

## Bewegung und Sport bei Krebs
Der aktuelle kostenlose Ratgeber  'Bewegung und Sport bei Krebs', bietet „hilfreiche Informationen dazu, welche sportlichen Aktivitäten für Betroffene möglich und empfehlenswert sind“, erläuterte Krebshilfe-Vorstandsvorsitzender Gerd Nettekoven. Es werde auch erklärt, welche körperlichen Beschwerden sich durch Bewegung und Sport verbessern lassen und welche Bewegungsformen nicht ratsam sind. Die Sachinformationen basieren auf neuesten Erkenntnissen in Forschung und Medizin.

## Die Blaue DVD verstärkt Informationsangebot
Seit 2014 verstärkt die Krebshilfe ihr Informationsangebot und gibt gezielt aktuelle Informationsfilme auf DVD heraus. Sie ergänzen Fach-Broschüren und Faltblättern und informieren wie die eigene TV-Sendung sowie TV- und Filmspots über die Möglichkeiten, das Krebsrisiko zu senken.
In den Blauen DVDs der Krebshilfe berichten Betroffene von ihrem ganz persönlichen Umgang mit der Krankheit. Experten erläutern in verständlicher Sprache den Hintergrund, die Krebs-Früherkennung und mögliche Therapiemethoden. Das Informationsmaterial kann kostenlos bestellt werden. Es wurden bisher über 30 Fachbroschüren sowie DVDs veröffentlicht, darunter über Krebsarten wie u. a. folgende: Brust, Prostata, Haut, Krebs bei Kindern und Palliativmedizin.